# 정령 (민족)
정령(丁零) 또는 고차(高車), 철륵(鐵勒)은 예니세이강 상류에 존재하던 북아시아의 민족이다. 5세기 초엽, 정령은 유연의 지배 하에 있었다. 5세기 말 유연이 돌궐에 멸망하자 돌궐에 속해 있다가 서쪽으로 이동하여 고차국을 세웠을 것으로 추정된다. 철륵이 돌궐의 음차라는 주장도 있지만 확실하지는 않다. 철륵은 돌궐 문화를 받아들이고 후에 카자흐스탄인, 키르기스스탄인이 된다.

## 기원
정령(철륵)은 주나라 시대 귀방(鬼方)으로 불렸다. 그들은 원래 바이칼호의 서쪽 지역에 있는 예니세이 강과 레나 강의 제방에 살았다. 그들은 흉노 제국의 시대에도 그 근처에 복속되어 있었으며, 돌궐(突厥)에 복속 되었다. 그들은 역사의 기록에 여러 이름으로 나온다. 그 이전에 다른 이름이 있었는지는 분명하지 않다. 그러나 그들은 귀방(鬼方)과 관련지어진다.
3세기 경 정령 민족은 선비족이 건국한 전연에 귀속되었다. 적빈(翟斌)은 전연을 배신하고 하북성을 근거지로 세력을 형성한다. 그의 아들 적진(翟眞)은 전연과 대치하다가 부하 장수 선우걸(鮮于乞)에게 피살된다. 선우걸(鮮于乞)은 선우조(鮮于趙)라는 국가를 세우는데, 적진의 아들 적성(翟成)에게 피살된다.
적진의 사촌형이었던 적료는 정령족을 이끌고 남쪽으로 달아나 여양(黎陽)태수 등념지(藤恬之)에게 항복한다. 적료가 386년 정월에 등념지를 죽이고 여양을 점거하자 태산(泰山) 태수 장원(張願)이 적료에게 항복하였다.
387년 정월, 후연 모용수는 제(齊)나라 지역에 진출하여 동진을 공략하자, 제섭(濟涉), 적료, 장원이 모용수 군대의 보급로를 공격하였다. 모용덕, 모용소, 모용륭은 2만 대군으로 장원의 병력을 공격하여 물리치고, 적료를 공격하기 위해 모용해를 선봉으로 삼았다. 모용해는 모용각의 아들이었는데, 적료가 통치하던 백성들은 후연이 공격하러 온다는 소식을 듣자 동요하여 항복한다. 이에 적료도 후연에 항복한다. 적료는 노(魯) 지역에서 할거하다가, 10월에 후연을 배반하고 자립하여 388년 2월에 위(魏)나라를 세우는데 이것이 적위(翟魏)이다. 적료는 황하와 태산 사이를 근거지로 하여 후연, 동진을 공격하였다.
적료에 이어 적조(적교)가 뒤를 이었다. 392년 새해가 밝자 모용수는 노략질을 하는 적위를 공격하였다. 적조는 이에 대응하여 관도를 선제공격하며 역공세를 편다. 모용수가 여양에서 도하할 준비를 하자 적조가 도하를 저지하기 위해 병력을 배치한다. 모용수는 서쪽으로 40리 떨어진 서진으로 군영을 옮기고 함선 100여 척을 만들어 도하하려는 속임 전법을 구사한다. 적조는 모용수의 속임수에 넘어가 서진으로 병력을 이동하였다. 적조가 여양진을 비운 사이 숨겨두었던 모용진(慕容鎭)의 별동대가 황하를 건너 군영을 설치하였다. 적조는 다시 여양진으로 돌아가 적의 군영을 공격하였으나 서진에서 건너온 모용농 군대에 협공을 받아 패주하였다. 적조는 단신으로 서연으로 도주하였으나 1년 후 반란을 획책하다가 참수되었다.
이후, 정령은 유연에게 귀속된다. 485년경 돌궐이 유연을 멸망시키고 정령(철륵)은 돌궐에 속하게 된다. 5세기 말 타림 분지 북동부(특히 고창)에 정주하였는데  6세기 초 준가리아에 세력을 뻗친 에프탈의 공격을 받아 와해되었다.

## 고차의 군주
| 성명              | 재위        |
| ----------------- | ----------- |
| 성명              |             |
| 阿伏至羅 아복지라 | 487년-503년 |
| 跋利延 발리연     | 503년-505년 |
| 彌俄突 미아돌     | 505년-516년 |
| 伊匐 이복         | 516년-524년 |
| 越居 활거         | 524년-536년 |
| 比造 비조         | 536년-540년 |
| 去賓 거빈         | 540년-541년 |

## 정령, 적위(翟魏) 군주

### 정령
| 성명      | 재위        |
| --------- | ----------- |
| 翟斌 적빈 | 330년—384년 |
| 翟眞 적진 | 384년—385년 |
| 翟成 적성 | 385년       |
| 翟遼 적료 | 385년—388년 |

### 적위
| 성명      | 재위        |
| --------- | ----------- |
| 翟遼 적료 | 388년—391년 |
| 翟釗 적소 | 391년—392년 |

## 같이 보기
- 적위 (오호십육국)
- 유연
- 후연
- 선우조
- 돌궐
- 사타
- 말갈
- 갈족